# Bờ biển cứu rỗi
Bờ biển cứu rỗi (tiếng Nga: Берег спасения, tiếng Triều Tiên: 구원의 기슭) là một bộ phim hợp tác của Liên Xô và CHDCND Triều Tiên, khai thác đề tài cuộc chiến tranh Nga-Nhật (1904 - 1905).
Trong phim có tái tạo rất nhiều cảnh chiến đấu và cận chiến đấu, thậm chí lồng ghép nhiều pha võ thuật, tạo nên những thước phim hành động hấp dẫn.

## Diễn viên
- Дмитрий Матвеев — Дьяконов
- Борис Невзоров — Никулин
- Виктор Степанов — Отец Фёдор
- Vitaly Serov — Олесь
- Александр Сластин — Мякота
- Lee Sol-hee — Бараме
- Lee Yeon-ho — Ю Чхун
- Чо Чже Ен — старейшина
- Yun Chan — Кадзио
- Ju Sok-bon — Ыам
- Квак Мен Со — Харата